# Аніцій Ацилій Агінанцій Фавст Юніор
Аніцій Ацилій Агінанцій Фавст Юніор (лат. Anicius Acilius Aginantius Faustus Iunior; д/н —після 508) — давньоримський державний діяч часів правління Одоакра та Теодоріха Великого.

## Життєпис
Походив з родів Ациліїв та Аніціїв. Кар'єру розпочав за імператора Антемія (або трохи раніше). ООбіймав посаду префекта анони. Між 475 та 482 років обіймав посаду міського префекта Риму. У 483 році призначається консулом (разом з Флавієм Аппалієм Ілом Трокундом. Згодом перейшов на службу короля остготів Теодоріха Великого. У 502—503 роках вдруге був міським префектом Риму. Відомий своїм листуванням з єпископом Павії Магном Феліксом Еннодієм та архієпископом Вієни Авітом. Після 508 року про Агінація Фавста немає відомостей.